# Vilémovec
Vilémovec (německy Willemowitz) je malá vesnice, část města Lipnice nad Sázavou v okrese Havlíčkův Brod. Nachází se asi 1,5 km na severovýchod od Lipnice nad Sázavou. V roce 2009 zde bylo evidováno 39 adres. V roce 2001 zde trvale žilo 36 obyvatel.
Vilémovec leží v katastrálním území Lipnice nad Sázavou o výměře 11,14 km2.